# Theodore Too (schip, 2000)
De THEODORE TOO is een rondvaartboot bij het Halifax's Maritime Museum of the Atlantic van de Halifax tour boat company Murphys on the Water. Het is een replica op ware grootte van een model, dat gebruikt werd voor het Canadese televisieprogramma Theodore Tugboat, in Nederland uitgezonden als Theodoor de Sleepboot, over een levende sleepboot.
Na het bankroet van Cochran Entertainment Inc. werd het schip overgenomen om als rondvaartboot te kunnen dienen. Er wordt met passagiers gevaren in de zomermaanden.
De romp en het stuurhuis zijn geheel van hout, de pet is van glasvezelversterkte kunststof. De boot heeft weliswaar twee hydraulisch knipperende ogen, maar die functioneren niet meer.